# Bettembourg (stacja kolejowa)
Bettembourg – stacja kolejowa w mieście Bettembourg na południu Luksemburga.

## Linie kolejowe
Przez stacje przechodzi zelektryfikowana linia kolejowa nr 60.

## Pociągi
Do stacji docierają pociągi pasażerskie i towarowe spółki Chemins de Fer Luxembourgeois.